# Эшнан-су-Мон-Водуа
Эшна́н-су-Мон-Водуа́ (фр. Échenans-sous-Mont-Vaudois) — коммуна во Франции, находится в регионе Франш-Конте. Департамент — Верхняя Сона. Входит в состав кантона Эрикур-Эст. Округ коммуны — Люр.
Код INSEE коммуны — 70206.

## География
Коммуна расположена приблизительно в 360 км к юго-востоку от Парижа, в 70 км северо-восточнее Безансона, в 50 км к востоку от Везуля.

## Население
Население коммуны на 2011 год составляло 501 человек.
| 1962 | 1968 | 1975 | 1982 | 1990 | 1999 | 2010 |
| ---- | ---- | ---- | ---- | ---- | ---- | ---- |
| 127  | 110  | 308  | 413  | 412  | 505  | 505  |

## Администрация
| Период | Период | Фамилия        | Партия | Примечания |
| ------ | ------ | -------------- | ------ | ---------- |
| 1989   | 2008   | Жан-Клод Ришар |        |            |
| 2008   | 2014   | Доминик Шоде   |        |            |

## Экономика
В 2010 году среди 308 человек трудоспособного возраста (15—64 лет) 218 были экономически активными, 90 — неактивными (показатель активности — 70,8 %, в 1999 году было 66,9 %). Из 218 активных жителей работали 207 человек (108 мужчин и 99 женщин), безработных было 11 (6 мужчин и 5 женщин). Среди 90 неактивных 38 человек были учениками или студентами, 28 — пенсионерами, 24 были неактивными по другим причинам.

## Фотогалерея

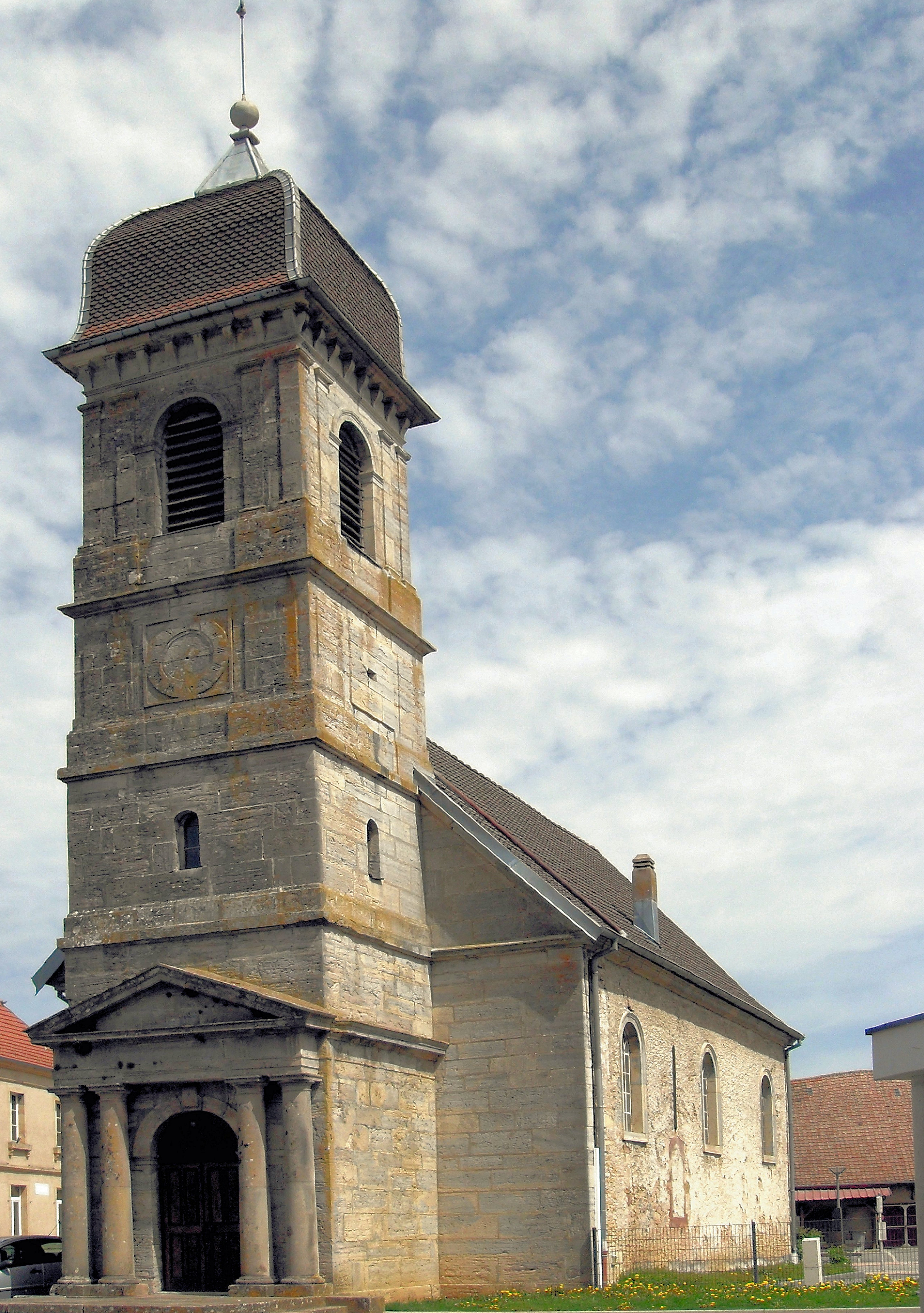
Протестантская церковь
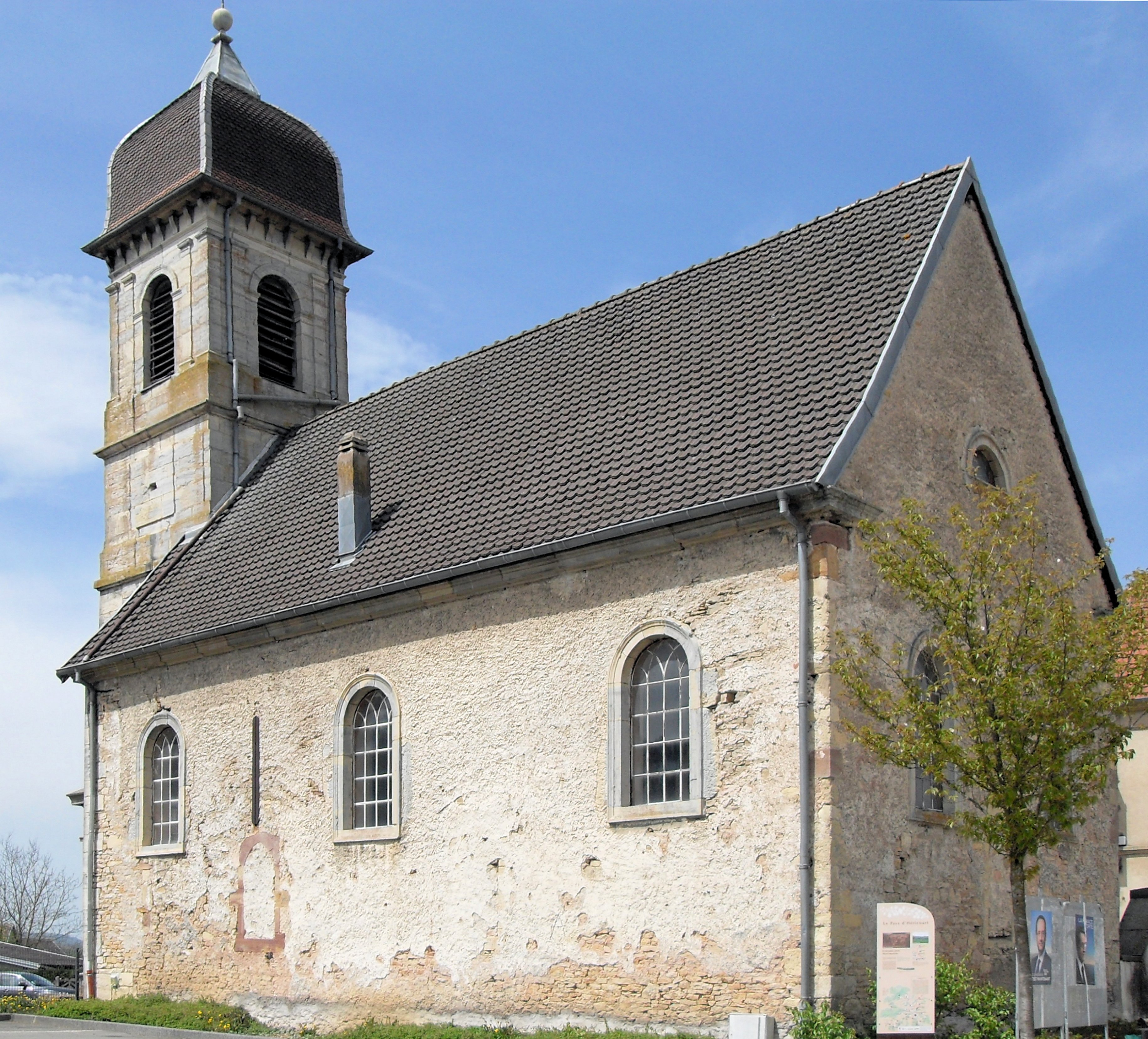
Протестантская церковь
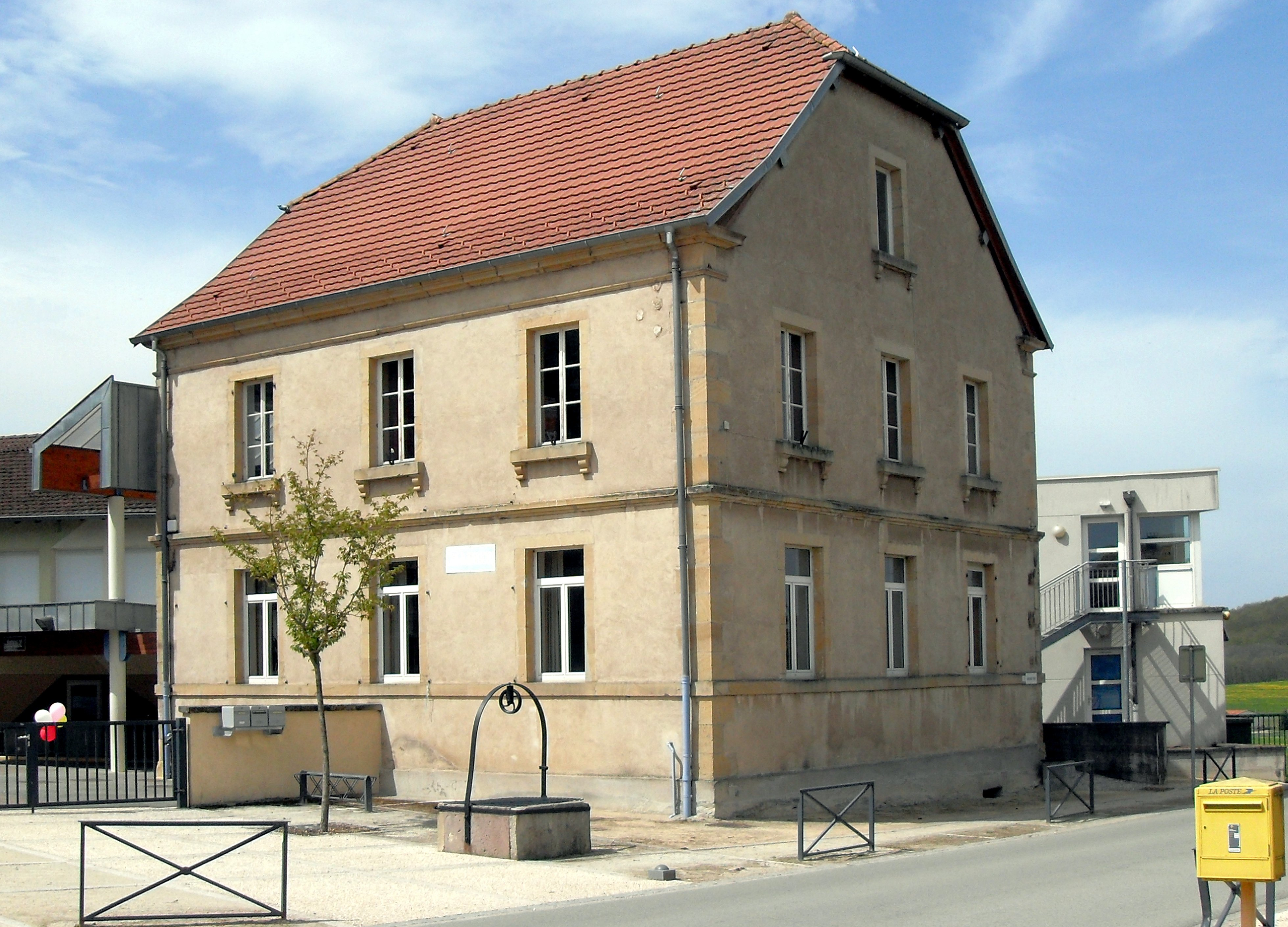
Мэрия
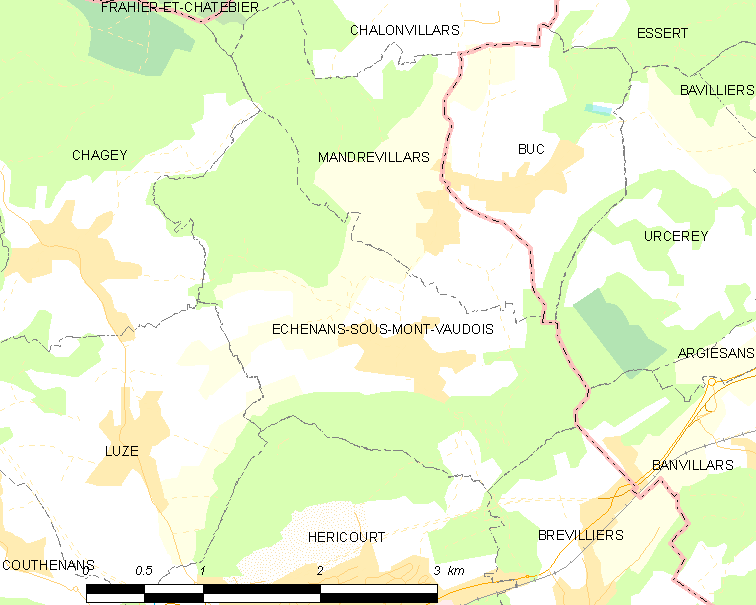
Карта коммуны